# Неделчо Попов
Неделчо Попов е български историк, археолог и музеен деятел.

## Биография
Роден на 29 октомври 1938 г. в Овчарово, Шуменско. Завършва история СУ „Климент Охридски“ през 1962 г. Една година работи като учител в Нови Пазар. От 1 септември 1963 г. е назначен в Окръжен исторически музей гр. Шумен. От 1969 г. до пенсионирането си е уредник и научен сътрудник в отдел „Праистория“. От 1974 до 1990 г. ръководи проучването на селищната могила в местността Голям Юрдан край Смядово. Изследвана е селищна могила от късната каменномедна епоха /5000 години пр. Хр./ При тези проучвания са получени данни за наличието на некропол към селището.

## Творчество
- Popov, N. Résultats principaux des fouilles du tell prés de la ville de Smiadovo, départment de Šumen. – Studia Praehistorica, 1978, 1 – 2, p.149 – 156;
- Попов, Н. Колективна находка от глинени съдове от селищната могила край гр. Смядово, Шуменски окръг. – В: Годишник на музеите в Северна България, ХІІІ, 1987, с. 5 – 14;
- Попов, Н. Антропоморфни костени фигурки от селищната могила край гр. Смядово. – В: Годишник на музеите в Северна България, ХVІІІ, 1992, с. 17 – 40;
- Попов, Н. Антропоморфна мраморна фигурка от селищната могила край гр. Смядово. – В: Праисторически находки и изследвания. В памет на проф. Георги Георгиев. С., 1993, с. 151 – 154;
- Попов, Н. Смядово. Археологически обекти и проучвания. – В: Смядово. Юбилеен сборник. Шумен,

1994, с. 5 – 23;
- Попов, Н. Един зооморфен съд от селищната могила край Смядово. – В: Известия на исторически музей Шумен, 2002, 10, с. 7 – 13;